# 方國佐
方國佐（1498年—？），字君英，福建興化府莆田縣人，民籍，明朝政治人物。

## 生平
嘉靖十年辛卯科福建鄉試第二十四名舉人。嘉靖十七年（1538年）中式戊戌科會試第二十四名，登第二甲第七名進士。

## 家族
曾祖方景大；祖父方學文；父方師孔，母鄭氏。慈侍下。弟國烈、國照、國休、國樵。